# Rafael Riqueni
Rafael Riqueni del Canto (Sevilla, 16 de agosto de 1962) es un guitarrista y compositor español. Se le considera uno de los más grandes maestros de la historia de la guitarra flamenca. Con catorce años ganó los dos principales premios nacionales de guitarra. Ha recibido el Premio Andalucía de Cultura, el Premio Nacional de la Crítica, el Giraldillo a la Maestría de la XVIII Bienal de Flamenco y el Premio AIE. En 2017 recibió el XXXI Compás del Cante, premio que diversos medios califican como "Nobel del Flamenco".

## Biografía

### Infancia
Rafael Riqueni del Canto nació en Sevilla el 16 de agosto de 1962, en la calle Fabié del barrio de Triana, y también vivió una época de su infancia en el barrio de El Arenal, en el mismo edificio donde residía Francisco Palacios El Pali. Fue un músico precoz que causaba sensación por su capacidad creativa. Con once años Riqueni estudió la escuela del Niño Ricardo, después conoció la guitarra de Paco de Lucía y ello le animó definitivamente a convertirse en solista. Su primer maestro fue Manolo Carmona y después pasó a ser alumno de Manolo Sanlúcar.

### Trayectoria (1974-1998)

#### Inicios
Rafael Riqueni hizo sus primeras actuaciones a los doce años de edad, en los festivales de Educación y Descanso. Con trece años destacó en una actuación como solista en un festival flamenco en Sevilla celebrado en el Teatro Lope de Vega. Un año más tarde, en 1977, fue ganador del premio Ramón Montoya de guitarra de concierto en el VIII Concurso de Arte Flamenco de Córdoba, en donde impresionó con su actuación, y del VI Certamen Nacional de Guitarra de Jerez de la Frontera, considerados los dos principales premios nacionales de guitarra. La consecución de los mismos fue el comienzo de su carrera profesional, una de sus principales cualidades era la búsqueda de un estilo personal y alejado de las escuelas dominantes en la guitarra flamenca.
En 1979, formó parte del espectáculo de Isabel Pantoja. En 1981, volvió a ganar el primer premio en el X Certamen Nacional de Guitarra de Jerez. En 1982, formó parte del espectáculo de Rocío Jurado.
En 1984 participó en el concierto de apertura de la III Bienal de Flamenco de Sevilla, donde interpretó "Sevilla" de Albéniz y cuatro composiciones propias, también dentro de esa edición, fue finalista del concurso Giraldillo del Toque junto a Tomatito, Pedro Bacán, José Antonio Rodríguez, Paco del Gastor y Manolo Franco, quien fue el ganador.
Dentro del 5.º Festival Internacional de la Guitarra de Córdoba, en 1985, Riqueni actuó en el espectáculo conjunto con Enrique de Melchor y Manolo Franco, “Jóvenes Figuras de la Guitarra Flamenca”. Participó ese año en la II Cumbre Flamenca de Madrid dentro del espectáculo “Luces de Chacón”, junto a Carmen Linares, Enrique Morente y Manolo Sanlúcar entre otros, En la III Cumbre Flamenca de Madrid, en abril de 1986, actuó con los también jóvenes guitarristas José Antonio Rodríguez y Gerardo Núñez en el espectáculo Empujando. Igualmente en 1986 realizó un concierto en Los Veranos de la Villa de Madrid, dentro del ciclo celebrado en el Parque del Retiro bajo el nombre de “viernes de Guitarra Flamenca" y ofreció dos conciertos en la Ópera de Fráncfort.

#### Juego de Niños (1986)
Publicó su primer disco en 1986, Juego de Niños, con la producción de Ricardo Pachón, conocido por su trabajo con Camarón entre otros. Un disco que en palabras de Norberto Torres, "sugiere otro orden posible en la materia musical del flamenco", así como establece las bases del estilo de Rafael Riqueni. Uno de los temas más destacados es "Al Niño Miguel", dedicado al desaparecido guitarrista onubense, "la introducción de este tema constituye un hito en las grabaciones de este estilo flamenco (Fandango), ya que como novedad, Riqueni utilizó una serie de modulaciones en tonos menores antes de resolver con la cadencia andaluza".

#### Flamenco (1987)
En el año 1987 y a través del Ministerio de Asuntos Exteriores, Rafael Riqueni fue representando a España en diferentes festivales internacionales, también realizó una gira por Alemania y en el transcurso de la misma le ofrecieron grabar en este país su siguiente LP, Flamenco, un disco de guitarra sola.  José Manuel Gamboa refiere en Guía Libre del Flamenco: "es una auténtica lección flamenca de toque y composición. La minera que incluye tal vez sea la mejor de la historia”, y Norberto Torres en Historia de la Guitarra Flamenca, “Riqueni graba un disco austero. Una sola guitarra, sin "reverb" ni doblajes. Viene a demostrar a los aficionados, y sobre todo a los guitarristas, sus cualidades de virtuoso concertista y compositor para guitarra. El disco contiene verdaderas joyas de la guitarra flamenca de concierto, en la minera dedicada a Ramón Montoya consigue un perfecto equilibrio entre sus sensibilidades de guitarrista flamenco y clásico, a la vez que la melodía que estiliza su toque alcanza su mayor grado”.
En 1989 Riqueni compuso la música para La Reina Andaluza, el que fue el primer montaje del Centro Andaluz de Teatro (CAT) y estrenado en el Teatro Imperial de Sevilla en marzo de ese año.

#### Mi Tiempo (1990)
Mi Tiempo, publicado en 1990, es uno de los títulos más importantes de su discografía, un trabajo en donde Riqueni aporta influencias clásicas y de jazz a su música, e incluye piezas polifónicas en donde compuso todas las voces. Uno de los temas más destacados es “Y Enamorarse”, unas alegrías en Mi mayor en donde Riqueni trabaja el proceso de modulación aplicado al flamenco, en el recorre en un mismo toque todas las formas de cadencia andaluza que los guitarristas han elaborado a lo largo de la historia de la guitarra flamenca, con influencias de Turina y Sabicas, utilizando inversiones de 7M o acordes en sexta, todo unido a un tema leitmotiv utilizado en los momentos precisos como cohesión de la pieza.
Mi tiempo se presentó en la VI Bienal de Flamenco de Sevilla.

#### Suite Sevilla (1992)

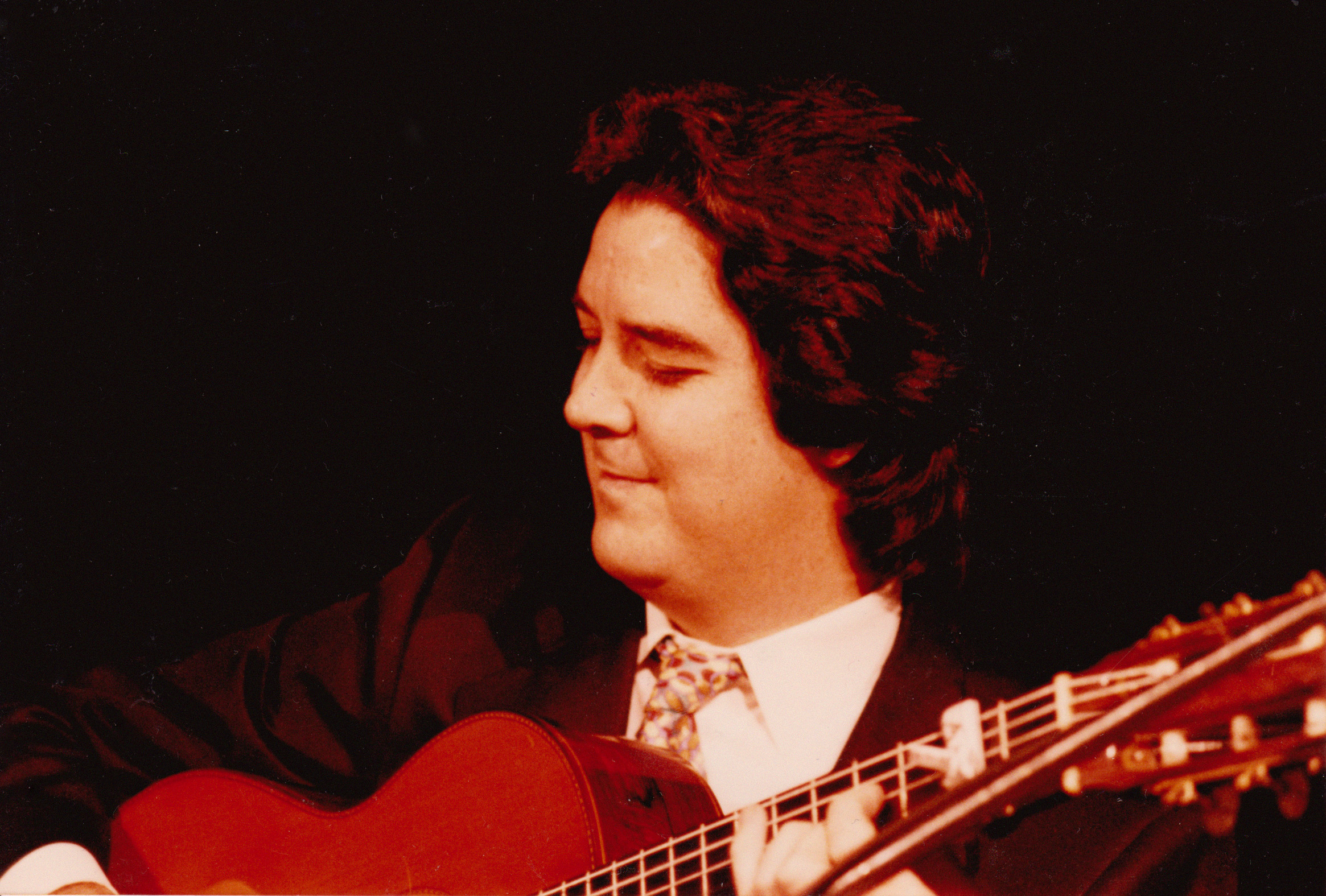
Rafael Riqueni en 1992

Suite Sevilla se publicó en 1992, es otro de los títulos más importantes en la obra de Rafael Riqueni y uno de los pocos acercamientos realizados entre el flamenco y la música clásica, Suite Sevilla es una obra de inspiración flamenca pero creada con formas clásicas y cercanas en influencia al llamado Nacionalismo musical, género relacionado con el romanticismo musical de mediados del siglo XIX y que en España tuvo como principales exponentes a los compositores Falla, Turina, Granados e Albéniz. Suite Sevilla es una obra compuesta por Rafael Riqueni para dos guitarras. Como tal fue grabada por Riqueni y el guitarrista clásico José María Gallardo del Rey. Juntos realizaron las presentaciones en directo de la obra.  En años posteriores fue la también guitarrista clásica, María Esther Guzmán, quien interpretó Suite Sevilla en concierto junto a Rafael Riqueni. Suite Sevilla se estrenó en el Festival Internacional de Houston, Estados Unidos en 1993 y en España en octubre del mismo año, en los Reales Alcázares de Sevilla.
El 2 de julio de 1993, Rafael Riqueni estrenó en directo y acompañado por la Orquesta Sinfónica de Córdoba, dirigida por Leo Brouwer, el Gipsy Concert, la obra inédita que Sabicas escribió en los últimos años de su vida con la orquestación de Enrique Cofiner. Este concierto se realizó dentro del XIII Festival Internacional de la guitarra de Córdoba.
Riqueni actuó en la Sala Tarantos de Barcelona en enero de 1994, Participó con José María Gallardo en las X Jornadas Flamencas de Fuenlabrada, en marzo inició una gira por Sudamérica que le llevó hasta Chile, Perú, Brasil y Argentina. Durante ese año y en el siguiente orden cronológico, siguió realizando actuaciones como el VIII Festival Internacional Andrés Segovia de Madrid donde interpretó Suite Sevilla, Casino de Madrid en donde igualmente interpretó "Suite Sevilla", el VII Festival Internacional de Guitarra de La Habana, la V Mostra de Jazz Europeo de Barcelona, el XIV Festival Internacional de la Guitarra de Córdoba, en donde Rafael Riqueni y Tomatito realizaron el espectáculo conjunto, Jondo para el Siglo 21, participó en el Festival de Cine de San Sebastián, en donde interpretó en directo música basada en la partitura original para la proyección de La Mujer y el Pelele. Igualmente formó parte de la VIII Bienal de Flamenco de Sevilla en donde estrenó, De La Luna al Viento, con María Pagés y Carmen Linares, el espectáculo tuvo uno de los mayores éxitos de la edición. En Guía Libre del Flamenco, José Manuel Gamboa se refiere a esta actuación: "Fruto de su estudio y recuperación del legado musical de los compositores nacionalistas ha quedado la versión para guitarra de la marcha procesional Amargura, de Font de Anta, cuando la interpretó en el Teatro de La Maestranza, dentro de la Bienal de 1994, provocó una auténtica conmoción en el auditorio" En noviembre Riqueni ofreció conciertos en Praga y Bratislava organizados por la Embajada Española.

#### Maestros (1994)
A finales de 1994, Rafael Riqueni publicó Maestros. Un trabajo producido por Enrique Morente, quien de esta forma inauguró su compañía discográfica "Discos Probeticos", en Maestros Riqueni rinde homenaje a tres figuras históricas de la guitarra: El Niño Ricardo, Sabicas y Esteban de Sanlúcar, interpretando diferentes piezas de estos guitarristas. Se cierra el disco con una creación junto a Enrique Morente con el nombre de "Estrella Amargura", partiendo de la transcripción para guitarra que Riqueni hiciera de Amargura.
En 1995, Rafael Riqueni y María Pagés, actuaron durante seis semanas en The Point Theater en Dublín, formando parte del musical Riverdance. Riqueni también ofreció en esta ciudad un concierto organizado por la Embajada de España. Ese año presentó junto a Pedro Iturralde, Flamenco-Jazz, en el Teatro Albéniz de Madrid. Actuó tres noches seguidas en el teatro Alfil de Madrid y en el Centro Cultural de la Villa de Madrid presentó su espectáculo De Triana a Lavapies. Igualmente en 1995, Carmen Linares y Rafael Riqueni intervinieron en la película Flamenco de Carlos Saura, en donde interpretan una taranta.
En diciembre de 1995 Rafael Riqueni recibió en Málaga, de manos de Manuel Chaves, el Premio Andalucía de Cultura en la modalidad de flamenco.

#### Alcázar de Cristal (1996)
El 29 de febrero de 1996 presentó su disco Alcázar de Cristal en Sevilla, acompañado de la bailaora María Pagés. Una de las piezas más destacadas es Calle Fabié, una soleá con arreglos de cuerda y dedicada a la memoria de su padre.
En julio del 96 actuó en el 45 Festival Internacional de Música y Danza de Granada y en el XVI Festival Internacional de la Guitarra de Córdoba, en septiembre participó en la IX Bienal de Flamenco con Alcázar de Cristal, disco que también presentó en el 9.º Festival Internacional de Mont de Martsan en Francia en 1997.
En 1997, Riqueni formó parte del concierto conmemorativo del Día de Andalucía celebrado en febrero, en el Teatro de la Zarzuela de Madrid, donde interpretó Suite Sevilla junto a María Esther Guzmán. En este concierto conmemorativo además participaron José Mercé, Esperanza Fernández, Tomatito, Moraito Chico y J.M. Evora. viaja igualmente ese año al Gran Teatro de La Habana para ofrecer un concierto en el Encuentro de Son y Flamenco, festival donde también participaron El Lebrijano, Familia Fernández y Manolo Soler.

### Regreso (2011-2015)
Riqueni estuvo prácticamente retirado desde 1997 debido a problemas de salud, realizando apariciones puntuales. En 2002 se celebró en Madrid un festival flamenco de dos días de duración con el objeto de recaudar fondos para el tratamiento de su enfermedad y en donde participaron Enrique Morente, Carmen Linares, José Mercé y Enrique de Melchor entre otros.
En 2006 actuó junto a Enrique Morente en el 30.º Festival de Jazz de Vitoria, y el 7.º Festival Flamenco PaTós en Madrid. Igualmente en 2010, cuando Riqueni participó en parte de la gira de presentación de Pablo de Málaga, disco de Enrique Morente.
En 2011 se anuncia que Rafael Riqueni está trabajando en un nuevo disco, el primero desde 1996, y que se rueda un largometraje documental sobre su figura que cuenta con las participaciones de Tomatito, Enrique de Melchor, Estrella Morente, Juan Manuel Cañizares y Serranito entre otros artistas y está dirigido por Francisco Bech. La nueva obra de Riqueni se llama Parque de María Luisa y es una obra conceptual en torno a los recuerdos del autor en este parque monumental Sevillano durante su juventud. Parque de María Luisa se presentó como obra en directo el 15 de septiembre de 2011 en el Teatro Lope de Vega de Sevilla, en un concierto por invitación que inaugura la temporada del teatro y que se filmó para el mencionado documental.
El concierto contó con Mayte Martín como artista invitada más las colaboraciones de Guillermo McGill, Manuel Calleja, Pablo Maldonado, Yago Santos y José Luis López. El concierto se dividió en dos partes: en la primera Rafael Riqueni interpretó Parque de María Luisa con guitarra sola; y en la segunda realizó una soleá y una granaina con Mayte Martín al cante y después, acompañado por el citado grupo, interpretó una retrospectiva que incluía temas de toda su discografía.
Para la XVIII Bienal de Flamenco, en 2014, Rafael Riqueni regresó al Teatro Lope de Vega con el espectáculo Y Sevilla.. junto a Antonio Canales, Segundo Falcón, Manolo Franco y Paco Jarana. Rafael Riqueni fue uno de los triunfadores de la edición y recibió el Giraldillo a la Maestría de la Bienal de Flamenco.
En julio de 2015 el artista ingresó en prisión por un delito cometido en 2010 y que estaba relacionado con un problema de salud del que estaba recuperado con éxito desde 2013 . Rafael Riqueni obtuvo el tercer grado en octubre de 2015.
En noviembre de 2015, Rafael Riqueni presentó el espectáculo "Parque de María Luisa" en el Teatro de la Maestranza de Sevilla y con la dirección artística de Paco Bech. El concierto obtuvo una aclamación unánime de la crítica, entre otras menciones, ABC lo calificó como uno de los grandes hitos musicales sucedidos en Sevilla en las últimas décadas.

### Parque de María Luisa (2017)
En junio de 2017 Rafael Riqueni publicó "Parque de María Luisa" con Universal Music, producido por Paco Bech y Joselito Acedo. Se trata del séptimo título en su discografía y se publicó veintiún años después de su anterior trabajo, Alcázar de Cristal (1996). "Parque de María Luisa" recibió magníficas críticas tras su publicación, Diario de Sevilla lo calificó como "Una Obra Maestra". El disco se presentó en el Festival Suma Flamenca de Madrid el 10 de junio de 2017 con la dirección artística de Paco Bech, obteniendo el concierto un gran éxito de público y crítica. En la semana del 16 al 22 de junio de 2017, el disco entró en la lista oficial de los cien discos más vendidos en España con el número 89."Parque de María Luisa" fue uno de los diez mejores discos del año en España según el diario ABC. El País publicó un artículo con los discos de 2017, nacional e internacionales, preferidos por los críticos y "Parque de María Luisa ocupó el primer lugar en la categoría de flamenco. "Parque de María Luisa" fue número tres de la lista con los mejores discos de 2017 en España para Notodo.com, y este medio citó: "Es la última gran obra maestra de la guitarra flamenca, y no sabemos si volverá a haber otra a la altura de esta".
En marzo de 2019, Universal music publicó una reedición de "Parque de María Luisa" en doble vinilo, que incluyó tres temas inéditos más cuatro versiones en directo y estudio con instrumentación diferente a las publicadas originalmente en el álbum. El 9 de marzo de 2019 y en Cartuja Center Sevilla, Rafael Riqueni ofreció un concierto de "Parque de María Luisa" con invitados especiales. Los invitados fueron Arcángel, Ana Guerra, Antonio Canales, Diana Navarro, Dorantes y Rocío Molina.El concierto tuvo tres horas y media de duración

## Características de su música
La música de Riqueni toma el Flamenco como base y su estilo evoluciona con influencias de música clásica y músicas contemporáneas, un proceso que ya se adivinó en su primer disco y queda patente en Mi Tiempo. Según Norberto Torres, la música de Riqueni tiene características que mantienen semejanza con la estética romántica como son: el contraste con las normas que musicalmente le preceden, la complicación y ampliación de los procesos modulantes, el sentimentalismo, y el concepto nuevo de la armonía, ritmo, melodía y diseño. Ramón Rodo Sellés, habla de musicalidad innata y un toque preciosista.
Una de las principales características de Rafael Riqueni es su capacidad como concertista solo, sin grupo de acompañamiento para completar sus actuaciones y basándose en un repertorio de composiciones propias. Igualmente se reconoce en Riqueni el haber desarrollado un estilo al margen de la dominante escuela de Paco de Lucía.
Rafael Riqueni ha hecho un uso extensivo de la notación musical para la composición de su obra.

### Notación Musical y Guitarra Flamenca
La notación musical no ha estado presente de forma relevante en el desarrollo histórico de la guitarra flamenca, si bien el instrumento, por su naturaleza e historia, no ha recibido carencias derivadas de ello. Es cierto que existe un repertorio de partituras de finales del siglo XVIII sobre estilos con cercanía al flamenco (fandangillos, polos, jaleos etc.), aunque la primera partitura de guitarra con un contenido flamenco es una “malagueña-rondeña” de acompañamiento vocal, escrita por Francisco Murciano (Granada 1795-1848) y que pertenece a mediados del siglo XIX.
La escuela de guitarristas que creó los rasgos fundamentales de la guitarra flamenca, la encontramos en el periodo que va desde mediados del siglo XIX hasta los principios del XX. José Patiño González “Patiño” (Cádiz 1829-1902), fue el primer guitarrista del que existe una actuación documentada como solista. En esta segunda mitad del XIX, los guitarristas empleaban la transmisión oral como forma generalizada para el aprendizaje e interpretación. Juan Gadulla Gómez Habichuela (Cádiz, 186?-1927) fue el primer guitarrista que realizó grabaciones de guitarra flamenca, en ellas acompañó a Antonio Chacón. Se considera que fue Juan Navas Salas (Málaga 1874-1949) el primer guitarrista flamenco que utilizó conocimientos de solfeo y escribió falsetas en el pentagrama. En 1902 se publicó el primer método conocido de guitarra “Método de Guitarra por Música y Cifra, Aires Andaluces”, por Manuel Marin. Sin embargo este método no tuvo apenas repercusión en la transmisión y aprendizaje, aún a principios del XX, la notación musical seguía sin tener repercusión para la transmisión y aprendizaje.
Ramón Montoya (Madrid 1880-1948) se convirtió en la primera gran figura para la historia de la guitarra flamenca, siendo también la principal influencia en que se basaron Niño Ricardo y Sabicas, quienes constituyeron las dos siguientes escuelas de importancia. El Niño Ricardo es una de las grandes influencia de la guitarra actual, ha sido una influencia principal en Paco de Lucía y Manolo Sanlúcar, y en casi todos los guitarristas que han surgido después. Ramón Montoya y El Niño Ricardo no hicieron uso de la notación Musical. Esteban de Sanlúcar es otro de los pilares de la guitarra de concierto moderna debido al uso de la estructura armónica, rítmica y formal, se cree que si tuvo formación académica. Sabicas fue el sucesor del Niño Ricardo como creador de una gran escuela influyente en el flamenco, en donde destacó con un virtuosismo inédito hasta entonces, y en su capacidad como concertista. A pesar de haber creado una obra de enorme importancia, Sabicas manifestó que no conocía la escritura musical.
Quien dio continuidad al trabajo de notación musical que comenzaron Juan Navas y Rafael Marin, fue Mario Escudero (Alicante 1928, Miami-Florida 2004). Manuel Can Tamayo (Granada 1926-1990), fue decisivo para la academización de la guitarra flamenca, fue fundador de la primera Cátedra de Guitarra Flamenca en España y en 1986, publicó el libro “La Guitarra. Historia, estudios y aportaciones al Arte Flamenco”, ganó el Premio de Investigación de la Cátedra de Flamencología de Jerez. igualmente Andrés Batista (Barcelona 1937), quien publicó métodos de aprendizaje con piezas y ejercicios en el pentagrama.
Víctor Monge “Serranito” (Madrid 1942), Manolo Sanlúcar (Cádiz 1943), Paco de Lucía (Algeciras, Cádiz, 1947) y Miguel Vega Cruz “Niño Miguel”, (Huelva 1952-Huelva 2013), son los guitarristas más destacados de la generación que sucedió a Sabicas, ninguno de ellos ha hecho uso de la notación musical, sus carreras han continuado basadas en la tradición oral. También en la más reciente generación, la transmisión oral continua como la principalmente empleada, generación en la que destacan: Tomatito (Almería 1958), Manolo Franco (Sevilla 1960), José Antonio Rodríguez (Córdoba 1964), Vicente Amigo, (Guadalcanal 1965), Rafael Riqueni (Sevilla 1962), Gerardo Núñez (Jerez 1961) y Juan Manuel Cañizares (Barcelona 1966), aunque Juan Manuel Cañizares, Rafael Riqueni, José Antonio Rodríguez y Gerardo Nuñez poseen formación musical. Cañizares y Riqueni realizaron estudios en el conservatorio, Riqueni es el guitarrista de esta generación que ha hecho un mayor empleo de la notación musical. Con influencias impresionistas y de los maestros de la música clásica, la innovación armónica de su obra tiene una alta consideración.
Fue Joseph Tritter quien publicó transcripciones de Sabicas en 1960, este fue el comienzo de una serie de transcripciones publicadas que han dado como resultado a la publicación de la práctica totalidad de las piezas de los guitarristas que han sido nombrados, estas transcripciones son un elemento principal para la enseñanza académica hoy de guitarra flamenca. Los lugares en que se imparte enseñanza académica del instrumento con el uso de partituras son: Conservatorio Superior de Música “Rafael Orozco” de Córdoba, Conservatorio Superior de Música de Murcia y Conservatorio del Liceo de Barcelona. Las tres instituciones cuentan con la implantación de la Cátedra de Guitarra flamenca. Fuera de España: Estados Unidos, conservatorios y academias de Japón, y Universidad de Róterdam.

## Discografía

### Propia
| Título                                         | Información del álbum |
| Juego de Niños                                 | Publicación: 1986 Compañía: Nuevos Medios Formato: LP, CD Producido por Ricardo Pachón. Con las colaboraciones de Raimundo Amador, Carles Benavent, Juan Carmona, Antonio Carmona y Ray Heredia. |
| Flamenco                                       | Publicación: 1987 Compañía: Blue Ángel Formato: LP, CD Producido por Jurgen Minbler. |
| Mi Tiempo                                      | Publicación: 1990 Compañía: Nuevos Medios Formato: LP, CD Producido por Mario Pacheco y Antonio Canales. Con las colaboraciones de Antonio Canales, Juan Carmona y Antonio Carmona.              |
| Suite Sevilla                                  | Publicación: 1992 Compañía: JMS Formato: CD Producido por Jean Marie Salhani. Con José María Gallardo y la colaboración de Juan José Amador.                                                     |
| Maestros                                       | Publicación: 1994 Compañía: Discos Probeticos Formato: CD Producido por Enrique Morente. Colaboración de Enrique Morente.                                                                        |
| Alcázar de Cristal                             | Publicación: 1996 Compañía: Formato: Producido por Frederic Deval. |
| Parque de María Luisa                          | Publicación: 2017 Compañía: Universal Music Spain Formato: CD Producido por Paco Bech y Joselito Acedo. Con las colaboraciones de Estrella Morente, Raimundo Amador y Juan José Amador.          |
| Parque de María Luisa, edición en doble vinilo | Publicación: 2019 Compañía: Universal Music Spain Formato: LP Con siete temas inéditos. |

### Colaboraciones

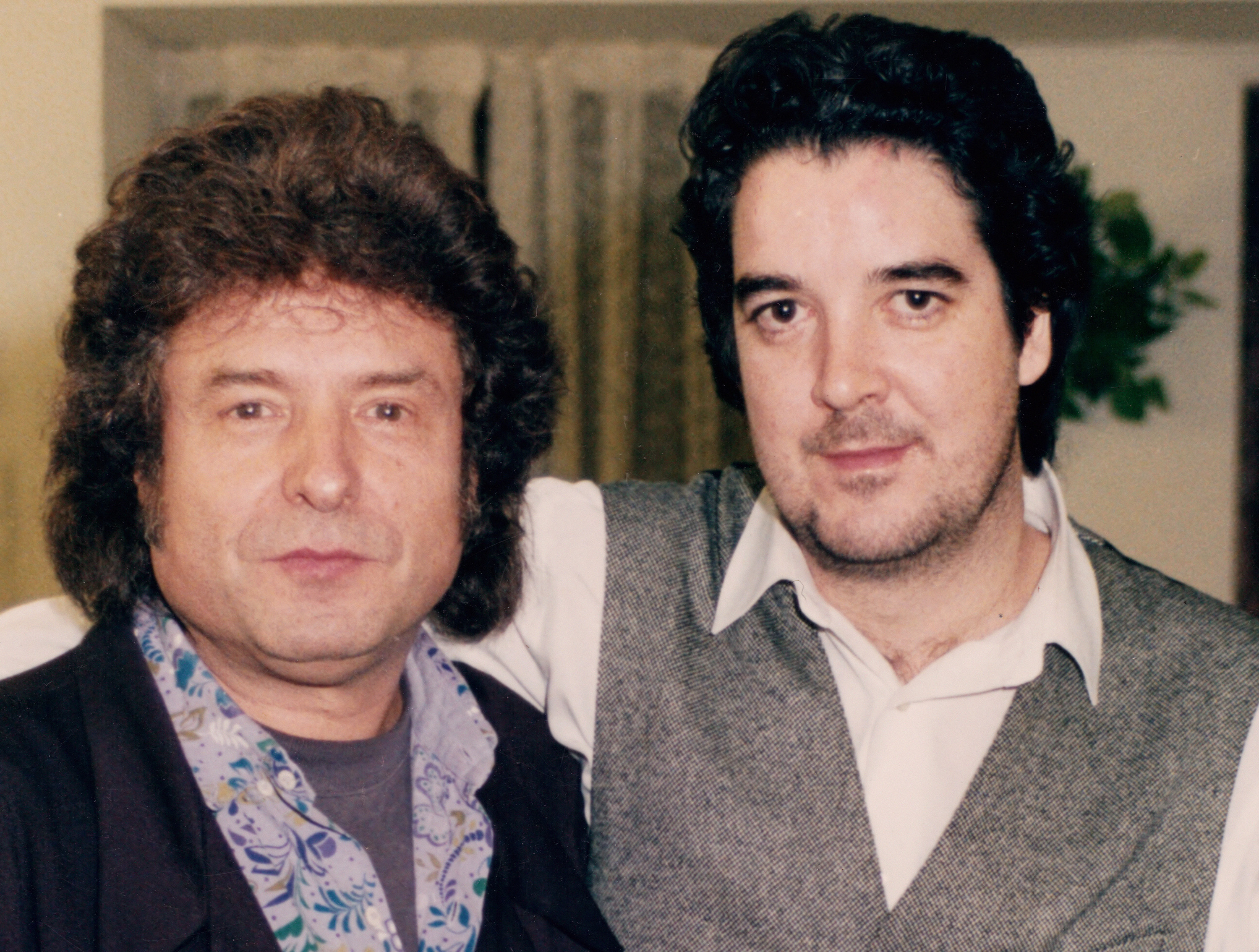
Enrique Morente y Rafael Riqueni

- Pata Negra. Blues de la Frontera (1987)
- Cantores de Híspalis. Por la Paz (1988)
- Vargas Blues Band. Madrid-Memphis (1992)
- Bill Whelan. Riverdance, Music fron the Show (1995)
- Vicente Soto "Sordera". Tríptico Flamenco: Sevilla (1996)
- Carmen Linares. La Mujer en el Cante (1996)
- Niña Pastori. Entre dos Puertos (1996)
- Enrique Morente. La Estrella (1996)
- Carlos Núñez. A Irmandale Das Estrelas (1996)
- Carlos Núñez. Os Amores Libres (1999)
- Estrella Morente. Mujeres (2006)
- Enrique Morente. Pablo de Málaga (2009)
- Enrique Morente. Flamenco en Directo (2009)
- Enrique Morente. Morente+Flamenco  (2010)
- Enrique Morente. Morente B.S.O. (2011)
- Kiki Morente. Albayzín (2017)

### Apariciones en Recopilatorios
- Los Jóvenes Flamencos (1990)
- Los Jóvenes Flamencos II (1992)
- Duende, from traditional masters to gipsy rock (1994)
- Island Outpost 1 (1994)
- Nuevo Flamenco. 18 Hot Sounds from the Streets of Spain (1997)
- Flamenco Fire & Grace (1997)
- Versión Española II (2002)
- Flamenco Tradition II (2005)
- Experience Spain (2007)
- Nuevos Medios 30 Aniversario (2012)

## Actividad Formativa
En 1990 Rafael Riqueni y José María Gallardo impartieron el I Curso-Encuentro de Guitarra Clásica y Flamenca, como actividad paralela de la VI Bienal de Flamenco.
Rafael Riqueni impartió el curso de " Guitarra de Flamenca de Concierto" dentro del Programa Formativo del Festival Internacional de la Guitarra de Córdoba, en las ediciones del festival de 1991, 1994 y 1995. En la edición de 1996, impartió el curso "La escritura Musical de la guitarra flamenca".
En 2014 realizó una seria de clases magistrales con Fundación SGAE con el nombre de "Armonía y Composición en la Guitarra Flamenca" en Madrid, Barcelona, Valencia y Sevilla.

## Publicaciones
- La Guitarra Flamenca de Rafael Riqueni, Libro+DVD de enseñanza. Forma parte de una colección que incluye otros guitarristas como Moraito, Enrique de Melchor y Tomatito.[128]
- Alcázar de Cristal, libro de partituras.
- Sueños y Sones Flamencos, libro de partituras.

## Interpretaciones
En 2010, la orquesta del Conservatorio Superior de Música de Córdoba, dirigida por Carlos Pacheco, interpretó en directo una adaptación de dos piezas de Rafael Riqueni, pertenecientes al LP Flamenco.[cita requerida]
El Ballet Nacional de España, bajo la dirección y coreografía de Antonio Najarro, estrenó en 2012 y en el Teatro de la Zarzuela de Madrid, el ballet "Suite Sevilla", basado en la música de Riqueni, con siete temas de la obra homónima de los nueve que conforman el ballet, más la adaptación y arreglos de Omar Acosta. Este montaje se representó en diferentes ciudades españolas, así como en países de América y Asia.